# Урбі Емануельсон
Урбі Емануельсон (нід. Urby Emanuelson, нар. 16 червня 1986, Амстердам) — нідерландський футболіст суринамського походження, захисник та півзахисник клубу «Верона».
Насамперед відомий виступами за клуб «Аякс» та низку італійських клубів, а також національну збірну Нідерландів.

## Клубна кар'єра
Вихованець футбольної школи клубу «Аякс». Дорослу футбольну кар'єру розпочав 2004 року в основній команді того ж клубу, в якій провів сім сезонів, взявши участь у 172 матчах чемпіонату. Більшість часу, проведеного у складі «Аякса», був основним гравцем команди. За цей час тричі виборював титул володаря Суперкубка Нідерландів став триразовим володарем Кубка Нідерландів.

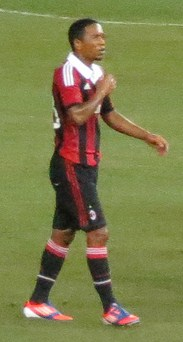
Урбі Емануельсон під час виступів за «Мілан». 8 серпня 2012 року.

До складу клубу «Мілан» приєднався 23 січня 2011 року, підписавши контракт строком до 30 червня 2014 року. 26 січня 2011 року дебютував за «Мілан» у виїзному матчі 1/4 фіналу Кубка Італії проти «Сампдорії». 20 квітня 2011 року Емануельсон вийшов на заміну у півфіналі кубка Італії проти «Палермо» і забив свій перший гол у складі «Мілана».
31 січня 2013 року на правах оренди до кінця сезону перейшов в клуб англійської Прем'єр-ліги «Фулгем». Дебютував за «дачників» 2 лютого в матчі проти «Манчестер Юнайтед» на Крейвен Коттедж, вийшовши на заміну замість Йоргоса Карагуніса. Забив свій перший і єдиний гол за лондонців в останньому турі чемпіонату у ворота «Свонсі Сіті», після чого повернувся в «Мілан», де провів ще один сезон. Всього за 4 сезони встиг відіграти за «россонері» 75 матчів в Серії А.
11 липня 2014 року на правах вільного агента підписав контракт з «Ромою», проте закріпитись в столичній команді не зумів і вже в січні наступного року став гравцем «Аталанти», за яку грав до кінця сеону, після чого тривалий час залишався без команди.
3 січня 2016 року став гравцем «Верони». Відтоді встиг відіграти за команду з Верони 5 матчів в національному чемпіонаті.

## Виступи за збірну
Протягом 2005–2006 років залучався до складу молодіжної збірної Нідерландів.  У 2006 році він брав участь у переможному для нідерландців чемпіонаті Європи серед молодіжних команд і був обраний на місце лівого захисника в символічну збірну турніру.
З 2008 по 2009 рік захищав кольори олімпійської збірної Нідерландів. У її складі дійшов до чвертьфіналу Олімпійських іграх у Пекіні 2008, в чвертьфіналі нідерланцді поступилися майбутнім переможцям олімпіади збірній Аргентини з рахунком 2:1.
16 серпня 2006 року дебютував в офіційних матчах у складі національної збірної Нідерландів в товариській грі проти збірної Ірландії. Всього провів у формі головної команди країни 17 матчів.
| Дата       | Місто              | Господарі  | Результат | Гості      | Турнір            | Голи | Примітки |
| ---------- | ------------------ | ---------- | --------- | ---------- | ----------------- | ---- | -------- |
| 16/08/2006 | Дублін             | Ірландія   | 0 – 4     | Нідерланди | товариський матч  | -    |          |
| 02/09/2006 | Люксембург (місто) | Люксембург | 0 – 1     | Нідерланди | Відбір до ЧЄ 2008 | -    |          |
| 11/10/2006 | Амстердам          | Нідерланди | 2 – 1     | Албанія    | Відбір до ЧЄ 2008 | -    |          |
| 15/11/2006 | Амстердам          | Нідерланди | 1 – 1     | Англія     | товариський матч  | -    |          |
| 24/03/2007 | Роттердам          | Нідерланди | 0 – 0     | Румунія    | Відбір до ЧЄ 2008 | -    |          |
| 28/03/2007 | Цельє              | Словенія   | 0 – 1     | Нідерланди | Відбір до ЧЄ 2008 | -    |          |
| 22/08/2007 | Женева             | Швейцарія  | 2 – 1     | Нідерланди | товариський матч  | -    |          |
| 12/09/2007 | Тирана             | Албанія    | 0 – 1     | Нідерланди | Відбір до ЧЄ 2008 | -    |          |
| 17/10/2007 | Роттердам          | Нідерланди | 2 – 0     | Словенія   | Відбір до ЧЄ 2008 | -    |          |
| 17/11/2007 | Ейндговен          | Нідерланди | 1 – 0     | Люксембург | Відбір до ЧЄ 2008 | -    |          |
| 06/02/2008 | Спліт              | Хорватія   | 0 – 3     | Нідерланди | товариський матч  | -    |          |
| 08/10/2010 | Кишинів            | Молдова    | 0 – 1     | Нідерланди | Відбір до ЧЄ 2012 | -    |          |
| 11/08/2010 | Донецьк            | Україна    | 1 – 1     | Нідерланди | товариський матч  | -    |          |
| 29/03/2011 | Амстердам          | Нідерланди | 5 – 3     | Угорщина   | Відбір до ЧЄ 2012 | -    |          |
| 29/02/2012 | Лондон             | Англія     | 2 – 3     | Нідерланди | товариський матч  | -    |          |
| 12/10/2012 | Роттердам          | Нідерланди | 3 – 0     | Андорра    | Відбір до ЧС 2014 | -    |          |
| 14/11/2012 | Амстердам          | Нідерланди | 0 – 0     | Німеччина  | товариський матч  | -    |          |
| Усього     |                    | Матчів     | 17        |            | Голів             | 0    |          |

## Статистика виступів

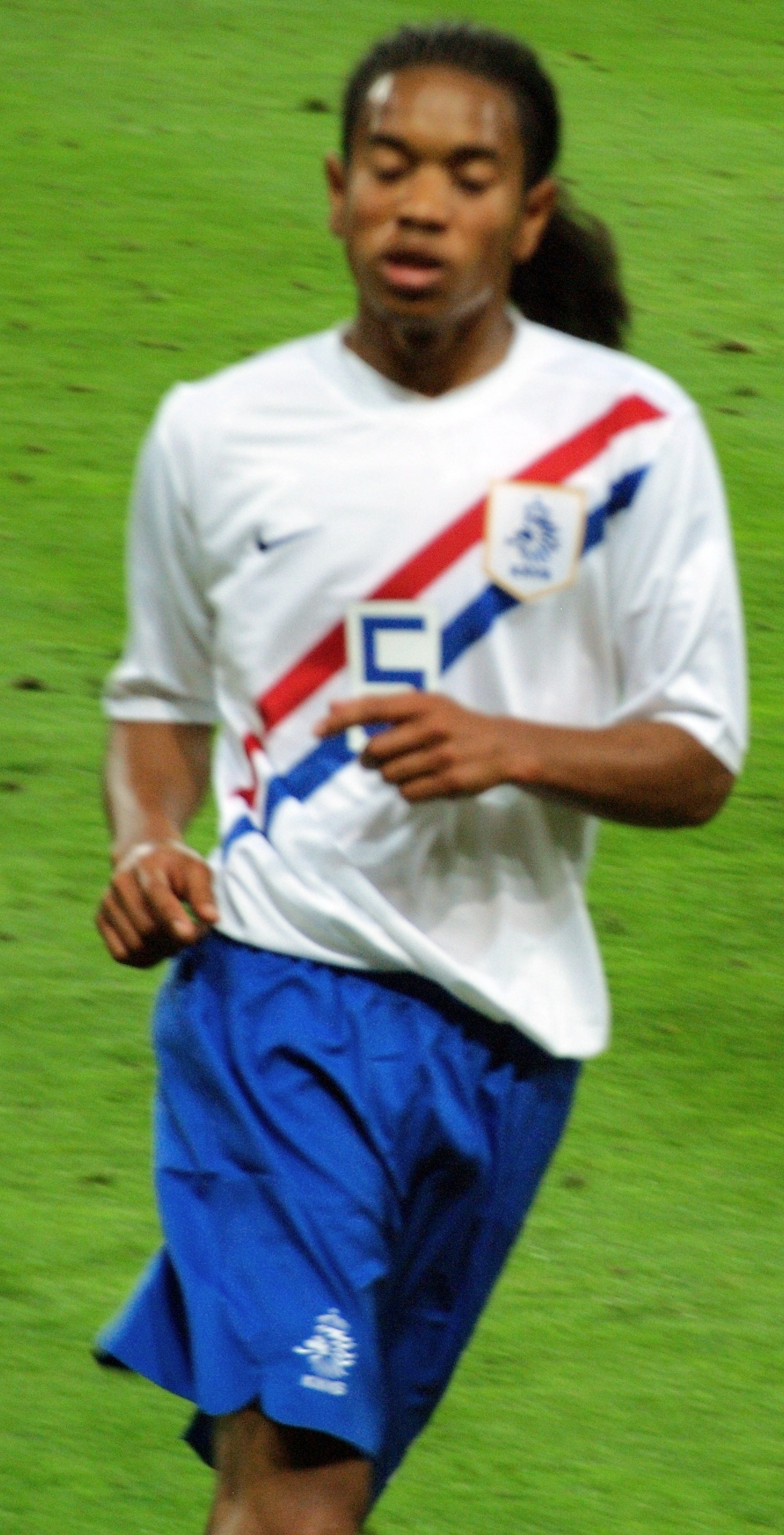
Урбі Емануельсон у складі національної збірної. 22 серпня 2007 року.

## Титули і досягнення
- Володар Кубка Нідерландів (3):

«Аякс»: 2005-06, 2006-07, 2009-10
- Володар Суперкубка Нідерландів (3):

«Аякс»: 2005, 2006, 2007
- Чемпіон Італії (1):

«Мілан»: 2010-11
- Володар Суперкубка Італії (1):

«Мілан»: 2011
- Молодіжний чемпіон Європи (1):

Нідерланди U-21: 2006